# Scott Walker (musiker)
Noel Scott Engel, känd under artistnamnet Scott Walker, född 9 januari 1943 i Hamilton, Ohio, död 22 mars 2019 i London, Storbritannien, var en amerikansk-brittisk musiker, sångare och låtskrivare. Han var huvudsångare i The Walker Brothers som splittrades 1967. Scott Walker inledde därefter en framgångsrik solokarriär.

## Walker Brothers
Scotty Engel, som han kallade sig vid den tiden, träffade John Maus och Gary Leeds och bildade The Walker Brothers. De var inte bröder och ingen av dem hette Walker, men flyttade till England och blev en del av den brittiska vågen i början av 1960-talet. De slog igenom med låten "Make It Easy on Yourself" 1965 och därefter fick de hitsen "The Sun Ain't Gonna Shine (Anymore)" och "My Ship Is Coming In". Gruppen splittrades 1967 efter att deras popularitet sjunkit och Scott Walkers solokarriär börjat ta fart.

## Solokarriär
Scott Walker slog stort i Storbritannien och hans fyra första album hamnade på Top Ten-listan. Hans blandning av orkestrerade popmelodier, hans speciella barytonröst och inspiration från croonertraditionen gjorde att hans musikstil stack ut rejält från den psykedeliska hippiemusik som var populär under 1960-talets sista år. Låtmaterialet på delar av de tre första soloplattorna bestod av låtar skrivna av Bacharach/David och Mann/Weil samt av Walkers förebild Jacques Brel. På den fjärde skivan, Scott 4, var låtarna uteslutande skrivna av Walker själv.

## Diskografi
Studioalbum
- Scott (16 september 1967)
- Scott 2 (april 1968)
- Scott 3 (mars 1969)
- Scott: Scott Walker Sings Songs from his TV Series (juni 1969)
- Scott 4 (1969)
- 'Til The Band Comes In (1970)
- The Moviegoer (oktober 1972)
- Any Day Now (1973)
- Stretch (1973)
- We Had It All (1974)
- Climate of Hunter (mars 1984)
- Tilt (8 maj 1995)
- Pola X (17 maj 1999)
- The Drift (8 maj 2006)
- Bish Bosch (3 december 2012)